# Yuan italiano
Lo Yuan italiano (in cinese: 意大利元) fu la valuta della Concessione italiana di Tientsin e degli altri Possedimenti italiani in Cina dal 1921 al 1943.

## Storia
In seguito alla partecipazione dell'Italia alla repressione della Ribellione dei Boxer, essa ottenne tra gli indennizzi anche una concessione territoriale nella città di Tianjin (allora conosciuta come Tientsin). Nel 1902 la concessione venne costituita e iniziò la presenza italiana nella zona. Più la presenza italiana cresceva, più nascevano aziende ed industrie; nacque quindi il bisogno di aprire banche e istituti di credito. Inizialmente il Ministero delle Finanze ignorò la concessione, ma, in seguito alla richiesta di Carlo Sforza, ambasciatore italiano presso la Regia Legazione di Pechino nel 1913, Francesco Saverio Nitti nel 1918 raggruppò un insieme di banche disposte a insediarsi in Cina. Queste nel 1920 fondarono a Tientsin la "The Chinese Italian Banking Corporation", con succursali nella Concessione internazionale di Shanghai e a Pechino. Nell'aprile del 1921  vennero stampate le prime banconote da 1, 5, 10 Yuan e nel settembre dello stesso anno vennero aggiunti anche i tagli da 50 e 100 Yuan. Con l'occupazione giapponese della concessione nel 1943, essa smise di esistere assieme alla sua valuta.